# Ritus Graecus
Dans la Rome antique, la coutume du ritus Graecus consistait à sacrifier aperto capite, la tête nue, alors que la pratique religieuse romaine imposait la tête couverte : les Romains sacrifiaient uelato capite. De plus, dans le rite grec, le célébrant porte une couronne de lauriers.
Les sacrifices ainsi célébrés ritu Graeco se différencient des autres sacrifices, accomplis ritu Romano. 